# Afrotruljalia corticea
Afrotruljalia corticea är en insektsart som först beskrevs av Lucien Chopard 1934.  Afrotruljalia corticea ingår i släktet Afrotruljalia och familjen syrsor. Inga underarter finns listade i Catalogue of Life.